# 哈里科夫斯科耶农村居民点
哈里科夫斯科耶农村居民点（俄语：Харьковское сельское поселение）是俄罗斯联邦别尔哥罗德州Ровеньской район所属的一个农村居民点。其下辖有3个居民点，行政中心为哈里科夫斯科耶。据2016年统计，该农村居民点的人口为843人。